# Metanthemus
Metanthemus is een geslacht van vliesvleugeligen uit de familie Aphelinidae. De wetenschappelijke naam van dit geslacht is voor het eerst geldig gepubliceerd in 1928 door Girault.

## Soorten
Het geslacht Metanthemus is monotypisch en omvat slechts de volgende soort:
- Metanthemus aureus Girault, 1928